# 二枚目
二枚目（にまいめ）は、美男子のこと。

## 概要
「二枚目」という用語は、歌舞伎用語をもとに、江戸時代に生まれた。歌舞伎の看板は、通常は8枚から成っていた。一枚目の看板は「書き出し」と言われ、主役の名が書かれ、二枚目の看板には若い色男の役者の名が書かれることになっていた。また、三枚目の看板には道化役の名が書かれることになっていた。
このようなわけで、また歌舞伎では美男子というと、美しく見せるべく化粧で白く塗っていたため、「二枚目」という言葉はやさ男（「優男」の字が当てられる事が多い）の美男子を意味するようになった。

## 歌舞伎の看板
なお、歌舞伎の看板に基づく歌舞伎用語としては以下のような物がある。
- 一枚目：主役：そのまま主役。「一枚看板」という用法もある
- 二枚目：色男：優男で色事担当
- 三枚目：道化：お笑い担当
- 四枚目：中軸：中堅役者　まとめ役
- 五枚目：敵役：一般的な敵役
- 六枚目：実敵：憎めない善要素のある敵役
- 七枚目：実悪：巨悪　ラスボス　全ての悪事の黒幕
- 八枚目：座長：元締め

## 二枚目にちなんだ作品
- 二枚目 (アルバム) - ゴスペラーズのアルバム。
- THE 二枚目 - メロン記念日のアルバム。